# Сырчан (приток Немды)
Сырчан — река в России, протекает в Нолинском и Немском районах Кировской области. Правый приток Немды. Устье реки находится в 31 км по правому берегу. Длина реки составляет 33 км, площадь водосборного бассейна 254 км².

## География
Река Сырчан берёт начало в районе села Сырчаны (Медведское сельское поселение, Нолинский район). В Нолинском районе находится исток и первый километр течения, прочее течение реки лежит в Немском районе. В верховьях течёт на восток, затем поворачивает на юг. Всё течение реки проходит по ненаселённому частично заболоченному лесному массиву. Ширина реки незадолго до устья составляет 10 метров.

## Притоки (км от устья)
- 10 км: ручей Черный Ключ (пр)
- 18 км: река Ашмат (пр)
- ручей Зыбучий Ключ (пр)

Реки Уксюм, Пилюска и Сесек в государственном водном реестре России ошибочно причислены к притокам Сырчана, на самом деле они впадают в Немду.

## Данные водного реестра
По данным государственного водного реестра России относится к Камскому бассейновому округу, водохозяйственный участок реки — Вятка от водомерного поста посёлка городского типа Аркуль до города Вятские Поляны, речной подбассейн реки — Вятка. Речной бассейн реки — Кама.
По данным геоинформационной системы водохозяйственного районирования территории РФ, подготовленной Федеральным агентством водных ресурсов:
- Код водного объекта в государственном водном реестре — 10010300512111100038460
- Код по гидрологической изученности (ГИ) — 111103846
- Код бассейна — 10.01.03.005
- Номер тома по ГИ — 11
- Выпуск по ГИ — 1